# پلی‌تکنیک (فیلم)
پلی‌تکنیک (انگلیسی: Polytechnique) فیلمی در ژانر درام به کارگردانی دنی ویلنو است که در سال ۲۰۰۹ منتشر شد. این فیلم وقایع کشتار پلی‌تکنیک (معروف به کشتار مونترآل) که در ۶ دسامبر ۱۹۸۹ در شهر مونترآل واقع در ایالت کبک اتفاق افتاد را از دید دو دانشجو که در آن روز شاهد کشتار چهارده دختر جوان توسط مهاجم مسلح بودند روایت می‌کند.